# 金色龍占麗魚
金色龍占麗魚為輻鰭魚綱鱸形目隆頭魚亞目慈鯛科的其中一種，分布於非洲馬拉威湖流域，體長可達14公分，棲息在泥底質淺水域，屬雜食性，以矽藻、無脊椎動物等為食，生活習性不明，可作為觀賞魚。

## 擴展閱讀
維基物種上的相關：金色龍占麗魚